# Orogenèse pénokéenne
L'orogenèse pénokéenne correspond à la formation d'une chaine de montagne en Amérique du Nord, dans la région des Grands Lacs. Cet épisode se déroule au Paléoprotérozoïque entre 1,9 et 1,8 milliard d'années, il abouti à l'érection d'un relief appelé orogène pénokéen. Elle est associée à la collision de deux cratons archéens ; celui du Supérieur avec, à sa marge sud, le micro-continent de Marshfield. Cette orogenèse est contemporaine de l'orogénèse trans-hudsonienne qui affecte les marges ouest et nord du craton Supérieur, elle participe à la formation d'un proto-continent nord-américain : la Laurentia.

## Première phase
Les prémices de l'orogénèse pénokéenne sont marqués par la formation de l'arc volcanique de Pembine-Wausau au sud du craton  Archéen du Supérieur. Cet arc est associé à une subduction vers le sud. Vers 1800 Ma cet arc entre en collision avec la marge sud du craton Supérieur. Une nouvelle zone de subduction apparait au sud de l'ancien arc avec un plan de subduction dont la pente est orientée vers le nord. Des fossés tectoniques se développent au nord sur l'ancien arc et sur l'ancienne marge, associé respectivement à des dépôts de sulfures et de fer rubané dans le cadre d'une transgression marine. L'activité volcanique associée à la subduction se poursuit jusque vers 1850 Ma.

## Phase paroxysmale
Vers 1850 Ma, le volcanisme s'interrompt alors que le micro-continent archéen Marshfield heurte l'arc volcanique. L'ancien arc volcanique de Pembine-Wasau est charrié sur le craton du Supérieur qui s'enfonce sous le poids. Le bassin ainsi formé à l'avant de ce charriage, appelé bassin d'avant-pays, se comble avec des turbidites et dans une moindre mesure des roches volcaniques. Ces sédiments constituent le groupe de Baraga. Vers 1835 Ma, les dépôts sédimentaires dans le bassin d'avant-pays se déplacent vers le nord. Ils constituent la formation de Rove et Virginia. Vers 1830 Ma, au sud de ce bassin sédimentaire, à l'interface avec l'ancien arc de Pembine-Wausau, se met en place une chaine plissée constituée de nappes de charriage. Elle est affectée par un métamorphisme de haut grade.
À cette même époque, des plutons recoupent la chaine plissée sédimentaire ainsi que l'ancien arc volcanique.